# Анджірак (Марказі)
Анджірак (перс. انجيرك) — село в Ірані, у дегестані Аманабад, у Центральному бахші, шахрестані Ерак остану Марказі. За даними перепису 2006 року, його населення становило 303 особи, що проживали у складі 86 сімей.

## Клімат
Середня річна температура становить 12,78 °C, середня максимальна – 31,75 °C, а середня мінімальна – -9,63 °C. Середня річна кількість опадів – 259 мм.
| Клімат поселення                              | Клімат поселення | Клімат поселення | Клімат поселення | Клімат поселення | Клімат поселення | Клімат поселення | Клімат поселення | Клімат поселення | Клімат поселення | Клімат поселення | Клімат поселення | Клімат поселення | Клімат поселення |
| Показник                                      | Січ.             | Лют.             | Бер.             | Квіт.            | Трав.            | Черв.            | Лип.             | Серп.            | Вер.             | Жовт.            | Лист.            | Груд.            |                  |
| Середній максимум, °C                         | 8,33             | 10,26            | 14,72            | 20,34            | 25,30            | 31,36            | 31,75            | 30,94            | 26,77            | 20,65            | 13,61            | 7,93             |                  |
| Середня температура, °C                       | −0,64            | 1,27             | 5,74             | 11,38            | 16,31            | 22,39            | 25,97            | 25,16            | 21,00            | 14,86            | 7,82             | 2,14             |                  |
| Середній мінімум, °C                          | −9,63            | −7,7             | −3,24            | 2,39             | 7,34             | 13,40            | 20,20            | 19,36            | 15,22            | 9,08             | 2,02             | −3,63            |                  |
| Норма опадів, мм                              | 38               | 38               | 47               | 32               | 24               | 3                | 1                | 1                | 0                | 11               | 26               | 38               |                  |
| Середньомісячна швидкість вітру, м/с          | 1.61             | 2.04             | 2.57             | 2.96             | 2.66             | 2.48             | 2.57             | 2.35             | 2.23             | 2.22             | 1.86             | 1.30             |                  |
| Середньомісячна сонячна радіація, кДж/м²·день | 9404             | 12814            | 15259            | 18527            | 22540            | 26836            | 25929            | 24238            | 21266            | 15797            | 11140            | 9216             |                  |
| --------------------------------------------- | ---------------- | ---------------- | ---------------- | ---------------- | ---------------- | ---------------- | ---------------- | ---------------- | ---------------- | ---------------- | ---------------- | ---------------- | ---------------- |
| Джерело:                                      |                  |                  |                  |                  |                  |                  |                  |                  |                  |                  |                  |                  |                  |